# Unión Nacional de Trabajadores (España)
La Unión Nacional de Trabajadores es un sindicato español basado en el nacionalsindicalismo. Fundada en enero de 1978, y dirigida hasta 2008 por el sindicalista Rafael Muñiz García, UNT se considera sucesora de la CONS (Central Obrera Nacional-Sindicalista) de 1934.
UNT se declara no clasista por pretender la superación de las clases sociales, defiende lo que denomina "economía sindicalista" (que pretendería superar el sistema capitalista), y es actualmente el único sindicato español que asume como propios los principios de la doctrina social de la Iglesia católica. Se consideran a ellos mismos,«la única alternativa sindical real que hay en España», denunciando el sindicalismo de los sindicatos mayoritarios como "falso". Entre sus lemas se encuentra la Justicia Social. Reivindica la idea de España como nación, afirmando que no puede haber justicia social sin patria, haciendo especial hincapié en la necesidad de potenciar la soberanía nacional económica y financiera como instrumento imprescindible para la defensa de los trabajadores. 
UNT es un sindicato pequeño con una escasa pero creciente representación en las empresas, especialmente en algunos sectores como los de seguridad, profesores de religión, trabajadores de las administraciones de loterías (donde han firmado los convenios nacionales hasta 2002) o los banderilleros taurinos. No obstante, en los últimos tiempos UNT ha ido ampliando progresivamente su representatividad en diversas empresas, sobre todo en pymes (aunque también ha gozado tradicionalmente de buenos resultados electorales en algunas multinacionales, como ERICSSON o Saint Gobain), ganando incluso varias elecciones sindicales en algunas de ellas.
Unión Nacional de Trabajadores (UNT) celebró el 1.º de mayo de 2008 su XVII Asamblea General, siendo relevado en la presidencia (después de 30 años al frente de la misma) Rafael Muñiz García por Jorge Garrido San Román, quien fue reelegido en 2009, 2013, 2017 y 2021 (las elecciones internas en UNT son abiertas y sin listas ni candidaturas formales previas, por lo que cualquier afiliado puede tanto votar como resultar elegido en ellas sin ningún requisito especial).